# Helicopis marini
Helicopis marini är en fjärilsart som beskrevs av Le Moult 1940. Helicopis marini ingår i släktet Helicopis och familjen Riodinidae. Inga underarter finns listade i Catalogue of Life.